# Незаймановский
Незайма́новский — хутор в Тимашёвском районе Краснодарского края России. Административный центр Незаймановского сельского поселения.
Население 1809 чел. (2010).

## Варианты названия
- Незайманка,
- Незайманский,
- Нейзайманский[2].

## География
Хутор Незаймановский находится к северо-востоку от станицы Новокорсунской, на берегу реки Незайманки (приток Бейсуга).

## Население
| 2002 | 2010  |
| ---- | ----- |
| 1969 | ↘1809 |

## Экономика
Основа экономики — сельское хозяйство. Вся пашня обрабатывается крестьянско-фермерскими хозяйствами.

## Инфраструктура
Поликлиника. Общеобразовательная средняя школа № 9. Детский сад № 35.

## Люди, связанные с хутором
В госпитале монастыря хутора Незаймановского умер 20 февраля (4 марта) 1920 года и был здесь похоронен Фёдор Дмитриевич Крюков — писатель, депутат I Государственной думы Российской империи, участник Белого движения.